# Musca lasiopa
Musca lasiopa este o specie de muște din genul Musca, familia Muscidae, descrisă de Villeneuve în anul 1936. Conform Catalogue of Life specia Musca lasiopa nu are subspecii cunoscute.